# Alejandro Vela
Alejandro Vela (* 28. März 1984 in Cancún, Quintana Roo) ist ein ehemaliger mexikanischer Fußballspieler, der zu Beginn seiner Laufbahn vorwiegend als Stürmer agierte und später im Mittelfeld eingesetzt wurde. Er ist der ältere Bruder von Carlos Vela, der 2005 mit der mexikanischen U-17-Auswahl die U-17-Fußballweltmeisterschaft gewann.

## Leben
Alejandro Vela begann seine Profikarriere bei seinem Jugendverein Club Deportivo Guadalajara, für den er sein Debüt in der mexikanischen Primera División in einer am 14. August 2004 ausgetragenen Begegnung gegen Atlante gab. Beim 7:0-Sieg seiner Mannschaft steuerte Vela in der 22. Minute das 2:0 bei und erzielte somit gleich im ersten Spiel sein erstes Tor in der ersten Liga.
Nach zwei Jahren bei Chivas wechselte er zu den Jaguares de Chiapas, wo er ebenfalls zwei Jahre unter Vertrag stand. Anschließend stand Vela 7 Jahre lang beim CD Cruz Azul unter Vertrag. Während dieser Zeit spielte er ein Jahr lang auf Leihbasis für den Club Atlante, gegen den er ein knappes Jahrzehnt vorher sein Debüt in der höchsten Spielklasse gegeben hatte. Nach zwei kurzfristigen Stationen bei Minnesota United und dem Club Necaxa kam Vela Anfang 2017 zum Venados FC, bei dem er seine aktive Laufbahn 2020 beendete.